# WTA Elite Trophy 2023
WTA Elite Trophy 2023 a fost un turneu de tenis feminin care s-a disputat la Hengqin International Tennis Center din Zhuhai, China. A fost cea de-a șasea ediție a probei de simplu și a competiției de dublu și prima din 2019, după ce edițiile intermediare au fost anulate din cauza pandemiei de COVID-19 din China continentală. Turneul a fost disputat de 12 jucători de simplu și șase echipe de dublu.

## Campioane

### Simplu
Pentru mai multe informații consultați WTA Elite Trophy 2023 – Simplu

### Dublu
Pentru mai multe informații consultați WTA Elite Trophy 2023 – Dublu

## Premii în bani și puncte
Premiul total în bani pentru turneul WTA Elite Trophy Zhuhai 2023 este de 2.419.844 USD.
| Etapă                         | Simplu                            | Simplu   | Dublu2        |
| Etapă                         | Premii în bani                    | Puncte   | Prize money   |
| ----------------------------- | --------------------------------- | -------- | ------------- |
| Campion                       | RR1 + $515,000                    | RR + 460 | RR1 + $22,000 |
| Finalist                      | RR + $155,000                     | RR + 200 | RR1 + $11,346 |
| Semifinalist învins           | RR + $15,000                      | RR       | N/A           |
| Round robin victorie per meci | 1st win +$50,000 2nd win +$40,000 | 120      | +$5,500       |
| Round robin pierdere per meci | N/A                               | 40       | N/A           |
| Round robin locul unu         | +$69,500                          | N/A      | N/A           |
| Round robin locul doi         | +$32,000                          | N/A      | N/A           |
| Participare                   | $46,500                           | N/A      | 17,080        |
| Alternativă                   | $10,000                           | N/A      | N/A           |

- 1 RR înseamnă premii în bani sau puncte câștigate în round robin.
- 2 Dublul nu acordă puncte de clasament